# Барон Гримторп
Барон Гримторп из Гримторпа в графстве Восточный Йоркшир — наследственный титул в системе Пэрства Соединенного Королевства. Он был создан 17 февраля 1886 года для британского адвоката и архитектора, сэра Эдмунда Беккета, 5-го баронета (1816—1905). Ему наследовал его племянник, Эрнест Уильям Беккет, 2-й барон Гримторп (1856—1917). Ранее он представлял в Палате общин Великобритании Уитби (1885—1905). По состоянию на 2014 год носителем титула являлся правнук последнего, Эдвард Джон Беккет, 5-й барон Гримторп (род. 1954), который стал преемником своего отца в 2003 году.
Титлу баронета Беккета из Лидса в графстве Йоркшир (Баронетство Соединенного Королевства) был создан 2 ноября 1813 года для Джона Беккета (1743—1826), постоянного заместителя министра внутренних дел. Его старший сын, сэр Джон Беккет, 2-й баронет (1775—1847), был политиком от партии тори. Он заседал в Палате общин от Кокермаута (1818—1821), Хаслемера (1826—1830) и Лидса (1835—1837), а также занимал должность генерального судьи-адвоката (1834—1835). Ему наследовал его младший брат, сэр Томас Беккет, 3-й баронет (1779—1872), а его преемником стал другой брат, сэр Эдмунд Беккет, 4-й баронет (1787—1874). Последний представлял Западный Йоркшир в Палате общин (1841—1847, 1848—1859). Его преемником стал его старший сын, сэр Эдмунд Беккет, 5-й баронет (1816—1905), который в 1886 году был возведён в звание пэра как барон Гримторп.
Другим известным членом семьи Беккетов был консервативный политик, сэр Уильям Гервас Беккет (1866—1937), младший брат 2-го барона Гримторпа. Он заседал в парламенте от Уитби (1906—1918), Скарборо и Уитби (1919—1922), Северного Лидса (1923—1929). В 1921 году для него был создан титул баронета из Киркдейл Манор в Йоркшире.

## Баронеты Беккет из Лидса (1813)
- 1813—1826: Сэр Джон Беккет, 1-й баронет (30 апреля 1743 — 18 сентября 1826)[1]
- 1826—1847: Сэр Джон Беккет, 2-й баронет (17 мая 1775 — 31 мая 1847), старший сын предыдущего[2]
- 1847—1872: Сэр Томас Беккет, 3-й баронет (1 января 1779 — 17 ноября 1872), второй сын 1-го баронета, младший брат предыдущего[3]
- 1872—1874: Сэр Эдмунд Беккет, 4-й баронет (28 января 1787 — 24 мая 1874), пятый сын 1-го баронета, младший брат предыдущего[4]
- 1874—1905: Сэр Эдмунд Беккет, 5-й баронет (12 мая 1816 — 29 апреля 1905), старший сын предыдущего, барон Гримторп с 1886 года[5].

## Бароны Гримторп (1886)
- 1886—1905: Эдмунд Беккет, 1-й барон Гримторп (12 мая 1816 — 29 апреля 1905), старший сын сэра Эдмунда Беккета, 4-го баронета (1787—1874)[5]
- 1905—1917: Эрнест Уильям Беккет, 2-й барон Гримторп (25 ноября 1856 — 29 апреля 1917), старший сын политика Уильяма Беккета-Денисона (1826—1890), племянник предыдущего[6]
- 1917—1963: Ральф Уильям Эрнест Беккет, 3-й барон Гримторп (3 мая 1891 — 22 февраля 1963), единственный сын предыдущего[7]
- 1963—2003: Кристофер Джон Беккет, 4-й барон Гримторп (16 сентября 1915 — 6 июля 2003), старший сын предыдущего от первого брака[8]
- 2003 — настоящее время: Эдвард Джон Беккет, 5-й барон Гримторп (род. 20 ноября 1954), старший сын предыдущего[9]
  - Наследник титула: достопочтенный Гарри Максимилиан Беккет (род. 28 апреля 1993), единственный сын предыдущего[10].